# Sterassociatie
Een sterassociatie is een jonge groep van sterren die ruimtelijk dicht in elkaars buurt vertoeven maar die minder dicht is dan een open sterrenhoop. De leden zijn meestal niet ouder dan enkele miljoenen jaren en ze staan samen in een gebied met een diameter van hooguit enkele honderden lichtjaren. Het bestaan van sterassociaties is in 1947 ontdekt door Viktor Hambartsoemian.

## Soorten associaties
Men kan de volgende soorten associaties onderscheiden:

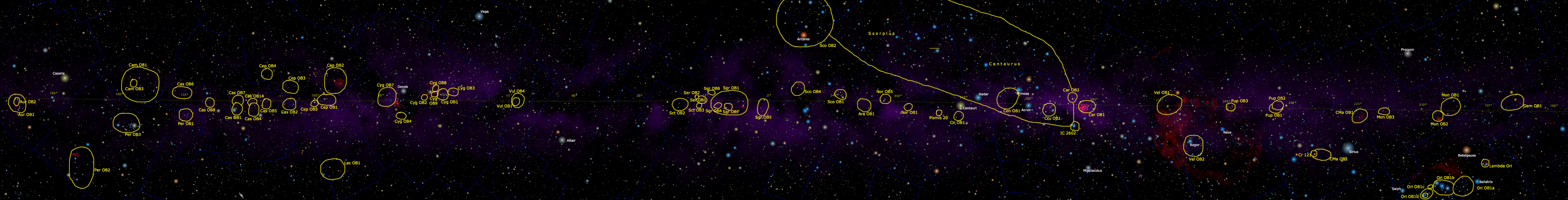
De verdeling van OB-associaties in de Melkweg (sterk te vergroten)

OB-associatieEen OB-associatie bestaat vooral uit hete sterren met spectraalklassen O en B. Er zijn ongeveer 70 OB-associaties bekend, bijvoorbeeld Ori-OB1 in Orion.
T-associatieEen T-associatie bestaat vooral uit T Tauri sterren. Deze jonge sterren hebben de hoofdreeks nog niet bereikt. De dichtstbijzijnde T-associatie is de Tau-Aur T-associatie op 450 lichtjaar van de zon in het Taurus/Auriga complex.
R-associatie

Monoceros R2

Iets oudere sterren (1 miljoen jaar) dan een T-associatie die in een reflectienevel staan. De nevel bestaat uit interstellair gas en stof waaruit de sterren ontstaan zijn. Een voorbeeld is Mon R2 op 2700 lichtjaar van de zon.
Moving groupEen associatie die reeds uiteengevallen is, maar waarvan de leden nog ongeveer in dezelfde richting in het Melkwegstelsel bewegen wordt moving group genoemd. Voorbeelden zijn de Pleiadengroep, de Hyadengroep en de Siriusgroep.